# ليلي هورنيغ
ليلي هورنيغ (بالإنجليزية: Lilli Hornig)‏ (اسمها قبل الزواج ليلي شفينغ; من مواليد 22 آذار 1921 - 17 نوفمبر 2017) عالمة تشيكية-أمريكية عملت في مشروع مانهاتن، إضافة لكونها ناشطة نسوية.
ولدت ليلي هورينغ في أوستي ناد لابم عام 1921. عام 1929 انتقلت عائلتها إلى برلين، وفي عام 1933، انتقلت مع أمها إلى أمريكا، لاحقتين بالوالد الذي غادر إليها قبلهما هرباً من النازية. كان والدها مهدداً بأخذه إلى معسكر اعتقال. حصلت على شهادة البكالوريوس من براين ماور عام 1942 والدكتوراة من هارفارد عام 1950.
عام 1943 تزوجت من دونالد هورنيغ، وما لبثت أن انتقلت معه إلى مختبر لوس ألاموس الوطني حيث حصلت على وظيفة؛ بعد أن طُلب منها رسمياً إجراء اختبار طباعة، برزت مهاراتها العلمية فمُنحت وظيفة عالم مشارك في فريق مشروع مانهاتن في مجموعة مهمتها العمل في كيمياء البلوتونيوم. ثم تقرر أن كيمياء البلوتونيوم كانت خطرة جداً على النساء، فانتقلت للعمل في مجال العدسات شديدة الانفجار. أثناء عملها في لوس ألاموس، وقّعت عريضةً تحثّ على استخدام أول قنبلة ذرية في جزيرة غير مأهولة كتجربة.
أصبحت هورينغ لاحقاً أستاذة كيمياء في جامعة براون ورئيسة دائرة الكيمياء في كلية ترينتي في واشنطن دي سي.
 كما عيّنها ليندون جونسون عضوة في بعثة إلى جمهورية كوريا حيث بدأت تأسيس معهد كوريا للعلوم والتكنولوجيا.
كناشطة نسوية، أنشأت «خدمات موارد التعليم العالي» تحت رعاية اللجنة المعنية بشؤون المرأة في كليات وجامعات نيوإنجلند التي نظمتها أول الأمر «شيلا توبياس». عملت هورينغ أيضاً في لجنة تكافؤ الفرص في مؤسسة العلوم الوطنية الأمريكية والمعهد الوطني للسرطان، والجمعية الأمريكية لتقدم العلوم. كما كانت رئيسة البحث في لجنة المساواة بين المرأة والرجل في جامعة هارفارد، وشاركت في العديد من الدراسات حول تعليم المرأة ووظائفها.
ألفت ثلاثة كتب هي: تسلّق السلم الأكاديمي: العالمات الحاصلات على الدكتوارة في المواضيع الأكاديمية، المساواة في الطقوس، نتائج غير متكافئة: المرأة في جامعات البحوث الأمريكية"، ونساء عالمات في القطاع الصناعي والحكومة: ما مدى التقدم في عقد السبعينيات.
كما ترجمت من حياتي. مذكرات ريتشارد ويلستاتير من الألمانية إلى الإنجليزية.
كانت هورينغ قيّمة على معهد وودز هول لعلوم المحيطات وقيّمة على مدرسة وييلر. توفيت يوم 17 نوفمبر 2017 في بروفيدنس بولاية رود آيلاند الأمريكية.

## وثائقيات
أجريت مقابلة مع ليلي عرضت في الفيلم الوثائقي القنبلة.

## وصلات خارجية
- ليلي هورنيغ على موقع IMDb (الإنجليزية)
- 2011 Video Interview with Lilli Hornig by Cynthia C. Kelly Voices of the Manhattan Project
- Biography by historian from museum in Ústí nad Labem (in Czech)